# Aloe rebmannii
Aloe rebmannii é uma espécie de liliopsida do gênero Aloe, pertencente à família Asphodelaceae.